# رود روبی
 رود روبی (انگلیسی: Rod Robbie؛ ۱۵ سپتامبر ۱۹۲۸ – ۴ ژانویهٔ ۲۰۱۲) یک معمار اهل کانادا بود.

## نگارخانه

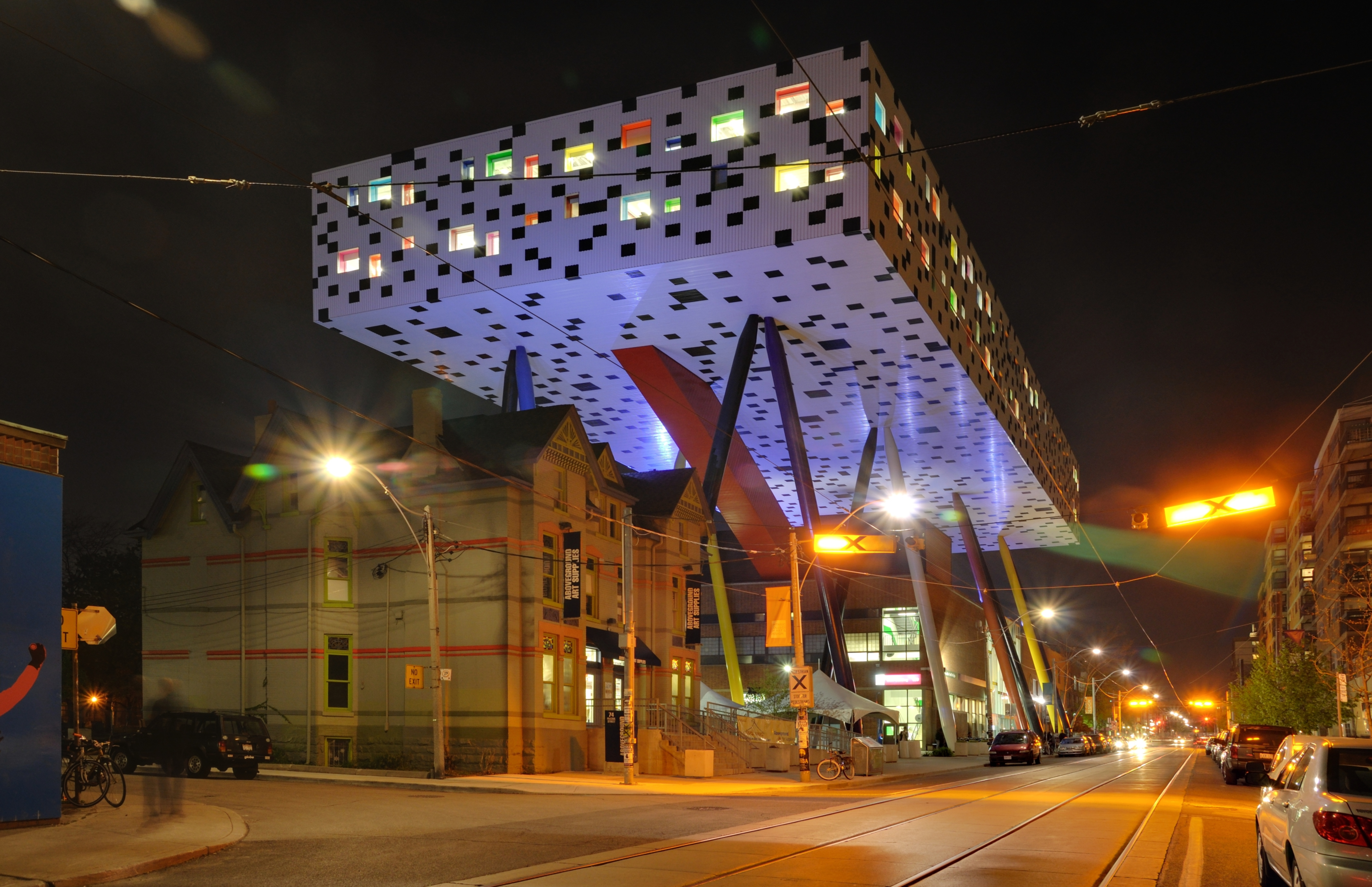